# Sveïta
La sveïta és un mineral de la classe dels carbonats. Rep el seu nom de la SVE, la Sociedad Venezolana de Espeleogia, els membres de la qual van recollir les mostres originals.

## Característiques
La sveïta és un nitrat soluble en aigua i amb una estructura atòmica indeterminada, de fórmula química KAl₇(NO₃)₄(OH)16Cl₂·8H₂O. Cristal·litza en el sistema monoclínic. Es troba en forma d'agregats d'escates recargolades submicroscòpiques. Els anàlisi realitzats mitjançant tècniques analítiques modernes a mostres de tres localitats diferents: la Cova Cerro Autana, a Veneçuela; la Vall de San Joaquin, als Estats Units; i Ponta Grossa, al Brasil, suggereixen que la sveïta d'aquestes diferents localitats podria representar espècies minerals diferents dins d'un grup potencialment més gran.
Segons la classificació de Nickel-Strunz, la sveïta pertany a «05.N - Nitrats amb OH (etc.) i H₂O» juntament amb els següents minerals: likasita, mbobomkulita i hidrombobomkulita.

## Formació i jaciments
Va ser descoberta l'any 1980 a la Cueva del Cerro Autana, a l'estat d'Amazones (Veneçuela). També ha estat descrita a la vall de San Joaquin, a Califòrnia (Estats Units). Sol trobar-se associada al quars.